# ماريا كوفنتري
ماريا كوفنتري Maria Coventry (ولدت باسم غانينغ) (15 أغسطس 1732 - 30 سبتمبر 1760) كانت امرأة جميلة أيرلندية مشهورة، ونجمة مجتمع في لندن في عهد الملك جورج الثاني.
توفيت في سن مبكرة بسبب التسمم بالرصاص والزئبق من مستحضرات التجميل التي كانت تستعملها.

## حياتها
ولدت ماريا في هيمنجفورد جراي في هانتينغدونشاير في إنجلترا. وكانت الابنة الكبرى لأبويها جون غانينغ وبريدجيت بورك. وكان أشقاء ماريا الأصغر سناً هم إليزابيث وكاثرين وصوفيا، وليزي وجون (جنرال في الجيش). 
في أواخر عام 1740 أو أوائل عام 1741، عادت عائلة غونينغ إلى منزل أجداد جون غونينغ في أيرلندا، حيث قسموا وقتهم بين منزلهم في روسكومون ومنزل مستأجر في دبلن. ووفقًا لبعض المصادر، عندما بلغت ماريا وشقيقتها إليزابيث سن الرشد ، حثتهما والدتهما على ممارسة التمثيل من أجل كسب لقمة العيش، وذلك بسبب فقر الأسرة. وتشير المصادر أيضًا إلى أن الأخوات غانينغ عملن لبعض الوقت في مسارح دبلن، وصادقن ممثلين مثل بيغ ووفينغتون على الرغم من أن التمثيل لم يكن يعتبر مهنة محترمة، حيث تزايد عدد الممثلات اللواتي أصبحن محظيات للأثرياء. ومع ذلك، تنكر مصادر أخرى ذلك وتشير إلى أن مارغريت ووفينغتون لم تصل إلى دبلن حتى مايو 1751، وفي ذلك الوقت كانت ماريا وشقيقتها إليزابيث في إنجلترا. 

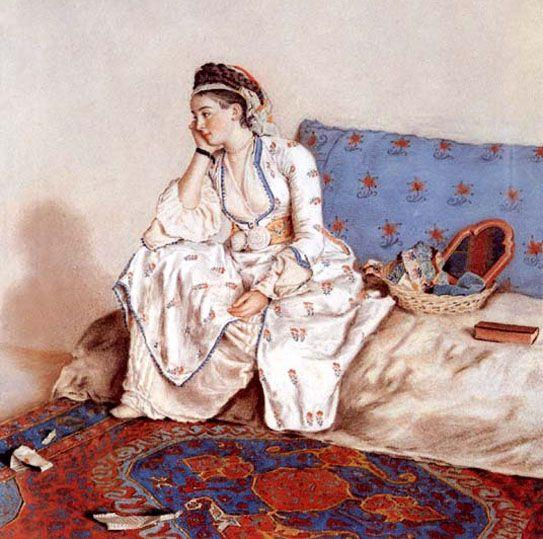
صورة لامرأة متأملة على الأريكة ، لوحة من عام 1749 لماري غانينغ بالزي التركي بريشة جان إتيان ليوتارد

في أكتوبر 1748 أقام فيسكونتيس بيترشام حفلة راقصة في قلعة دبلن. ولم يكن لدى الأختين ملابس مناسبة لحضور مثل هذه المناسبة حتى قام توماس شيريدان مدير أحد المسارح المحلية، بتزويدهما بزيين من الغرفة الخضراء - زي السيدة ماكبث وجولييت. وتم تقديمهما إلى إيرل هارينغتون حاكم آيرلندا آنذاك. ولا بد أن هارينغتون كان سعيدًا بالاجتماع، حيث أقنعته بريدجيت غانينغ بحلول عام 1750 بمنحها معاشًا تقاعديًا، والذي استخدمته بعد ذلك لنقل نفسها وماريا وإليزابيث إلى منزلهما الأصلي في هانتينغدون بإنجلترا.
وكان جمال الفتاتين مبهرا وملفتا للنظر وحققتا شهرة كبيرة، مع حضورهما الحفلات. وأصبحا من المشهورات بالجمال ووصلت شهرتهم إلى لندن. وفي 2 ديسمبر 1750، تم تقديمهما إلى الملك، وتناقلت صحف لندن هذا اللقاء. ورد أن ماريا، التي اشتهرت بعدم اللباقة، ارتكبت خطأً ملحوظًا عندما أخبرت جورج الثاني المسن أن المشهد الذي تود رؤيته أكثر هو جنازة ملكية. ولحسن الحظ، كان الملك يشعر بالتسلية.
وفي غضون عام، تزوجت إليزابيث من دوق هاميلتون. وفي مارس 1752 تزوجت ماريا من إيرل كوفنتري السادس وأصبحت كونتيسة كوفنتري. وانخرط زوجها في علاقة مع المحظية الشهيرة آنذاك كيتي فيشر، الأمر الذي سبب لزوجته الكثير من الضيق. 
وترددت شائعات بأنها كانت على علاقة عاطفية مع دوق جرافتون الثالث، لكن لم يتم تأكيد ذلك بما لا يدع مجالًا للشك. 

## وفاتها
كانت وفاة ماريا المبكرة (عن عمر يناهز 27 عامًا) في 30 سبتمبر 1760 بسبب التسمم بالرصاص  بسبب الماكياج الذي استخدمته، والذي كان أنيقًا للغاية في ذلك الوقت.طوال القرنين السابع عشر والثامن عشر، كان من المألوف بالنسبة للنساء تبييض بشرتهن باستخدام مكياج يحتوي على الرصاص، والرسم على الخدود الحمراء.  وتسببت الآثار الضارة للرصاص في حدوث طفح جلدي، مما شجع النساء بعد ذلك على وضع المزيد من السيروز لتغطية العيوب، مما تسبب في النهاية في التسمم.[بحاجة لمصدر]
كانت ماريا تُعرف في الأصل بأنها امرأة جميلة ولكن عبثية، وأصبحت تُعرف في النهاية في دوائر المجتمع بأنها "ضحية مستحضرات التجميل". 